# Петар Жорж
Петар А. Жорж (Бечеј, 27. децембар 1897 — Пула, 3. март 1977) био српски православни свештеник-протојереј, правник, теолог, учитељ и журналист.

## Живот
Рођен је 27. октобра 1897. године у Старом Бечеју. Основну школу завршио у Бечеју, гимназију у Новом Саду, а Учитељску школу (Препарандију) у Сомбору. Теологију је дипломирао 1957. године.
Био је учитељ у Чобанцу (Мађарска), општински бележник у Равном селу (Шове), главни уредник листа «Јединство» (1931), чиновник у Министарству вера и Епархији жичкој и уредник листа «Борово» у фабрици обуће «Бата» (1940). Био је у заробљеништву у Нирнбергу, а по повратку је постао чиновник у Српској заједници рада у Београду.
После рата био привођен од Удбе, малтретиран и затваран.
15. фебруара 1946. у Загребу је рукоположен за ђакона, а 22. априла 1946. за презвитера.
На пракси је био у Љубљани; био је парох у Миклеуши (1. јун 1946 – 1. јул 1947), а затим у Нарти код Бјеловара. 22. маја 1960. унапређен је у звање протојереја.
Обновио је цркву у Нарти. 15. децембра 1960. одлази у Перој, где је постављен за духовника. Одатле је 1963. године обновио храм светог Николе у Пули.
Библиотеку оставио Српском православном богословском факултету у Београду.
Умро је 3. марта 1977. у Пули, где је и сахрањен.

## Дела
- Закон о водном праву, Сомбор 1926.
- Тумачење Кривичног законика за Краљевину СХС (он и Др Винко Жганец), Сомбор 1929.
- Водно право у Војводини, Београд 1934.
- Закон о искоришћавању водних снага, Београд 1934.
- Живот и рад апостола Павла, Диселдорф 1975.

Преводи:
- Закон о туторству и старатељству (превод с мађарског), Сомбор
- Тумачење Угарског казненог законика (превод с мађарског), Сомбор 1924.
- Уредбе о јавним лиферацијама (превод), Сомбор 1926.